# تان هاي
تان هاي (بالصينية: 谭海) هو حكم كرة قدم صيني من مواليد 27 نوفمبر 1970. في عام 2004 أصبح حكما معتمدا لدى الفيفا، وأدار عدة مباريات في دوري أبطال آسيا وتصفيات كأس العالم 2014.